# Разафинариво, Соло
Соло Разафинариво (фр. Solo Razafinarivo, род. 5 января 1938, Анцирабе) — мадагаскарский шоссейный велогонщик. Участник летних Олимпийских игр 1968 года.

## Карьера
В 1965 году принял участие в первых Всеафриканских играх проходивших в Браззавиле (Республика Конго). На них завоевал бронзовую медаль в групповой гонке.
В 1968 году был включён в состав сборной Мадагаскара для участия на летних Олимпийских играх в Мехико. На них выступил в групповой шоссейной гонке протяжённостью 196,2 км, но не смог её завершить, как и ещё 79 из 144 участников.
По состоянию на 2022 остаётся единственным велогонщиком Мадагаскара, принимавшим участие на Олимпийских играх.